# Jan Sterenberg
Professor Ingenieur Jan Johannes Sterenberg (Sellingen, 13 maart 1923 - Delft, 3 november 2000) was een Nederlands architect.
Hij was zoon van gemeentearchitect Luitje Sterenberg, die ook een eigen architectenbureau voerde en Anna Heinz. Hij was getrouwd met T. Quarré en Emmy Weeber.
Hij studeerde aan de TH Delft. Hij was werkzaam vanuit een eigen architectenbureau en liet met name sobere functionele gebouwen neerzetten. Hij werkte daarvoor enige tijd voor het kantoor van zijn vader, waarmee hij samen een kantoor voor de Boerenleenbank in zijn geboorteplaats ontwierp (1951-1952).  Sommigen zien in hem de uitvinder van het woonerf, alhoewel ook Niek de Boer daar aanspraak op kan maken. Hij ontwierp woningen, zoals in de wijken Emmerhout, Angelslo en Emmermeer te Emmen, Lewenborg in Groningen, Molenstraat is Assen, Den Bosch, Zoetermeer, Lelystad en Amsterdam-Zuidoost. In de laatste wijk was hij verantwoordelijk voor de laagbouw in Kelbergen en Kantershof.
Sterenberg werkte vanuit Ter Apel, alwaar hij ook een zelfontworpen woning had. Zijn architectenbureau gaf werk aan architecten, stedenbouwkundigen, bouwkundig tekenaars, ingenieurs etc; het was in de jaren zeventig een van de grootse architectenbureaus van Nederland. Hij zag zichzelf niet in de stad wonen; hij moest ruimte hebben. In 1978 werd hij tot hoogleraar benoemd aan de TH waar hijzelf gestudeerd had. Hij was er ook vakgroepvoorzitter Afdeling Bouwkunde.
Hij was tevens betrokken bij de renovatie van Museum Klooster Ter Apel, dat in 2018 een overzichtstentoonstelling over zijn werk hield.